# Thecadactylus
Thecadactylus — рід геконоподібних ящірок родини Phyllodactylidae. Представники цього роду мешкають в Америці.

## Види
Рід Thecadactylus нараховує 3 види:
- Thecadactylus oskrobapreinorum Köhler & Vesely, 2011
- Thecadactylus rapicauda Houttuyn, 1782
- Thecadactylus solimoensis Bergmann & Russell, 2007

## Етимологія
Наукова назва роду Thecadactylus походить від сполучення слів дав.-гр. θηκη — скриня і δακτυλος — палець.